# Carneades (filosoof)

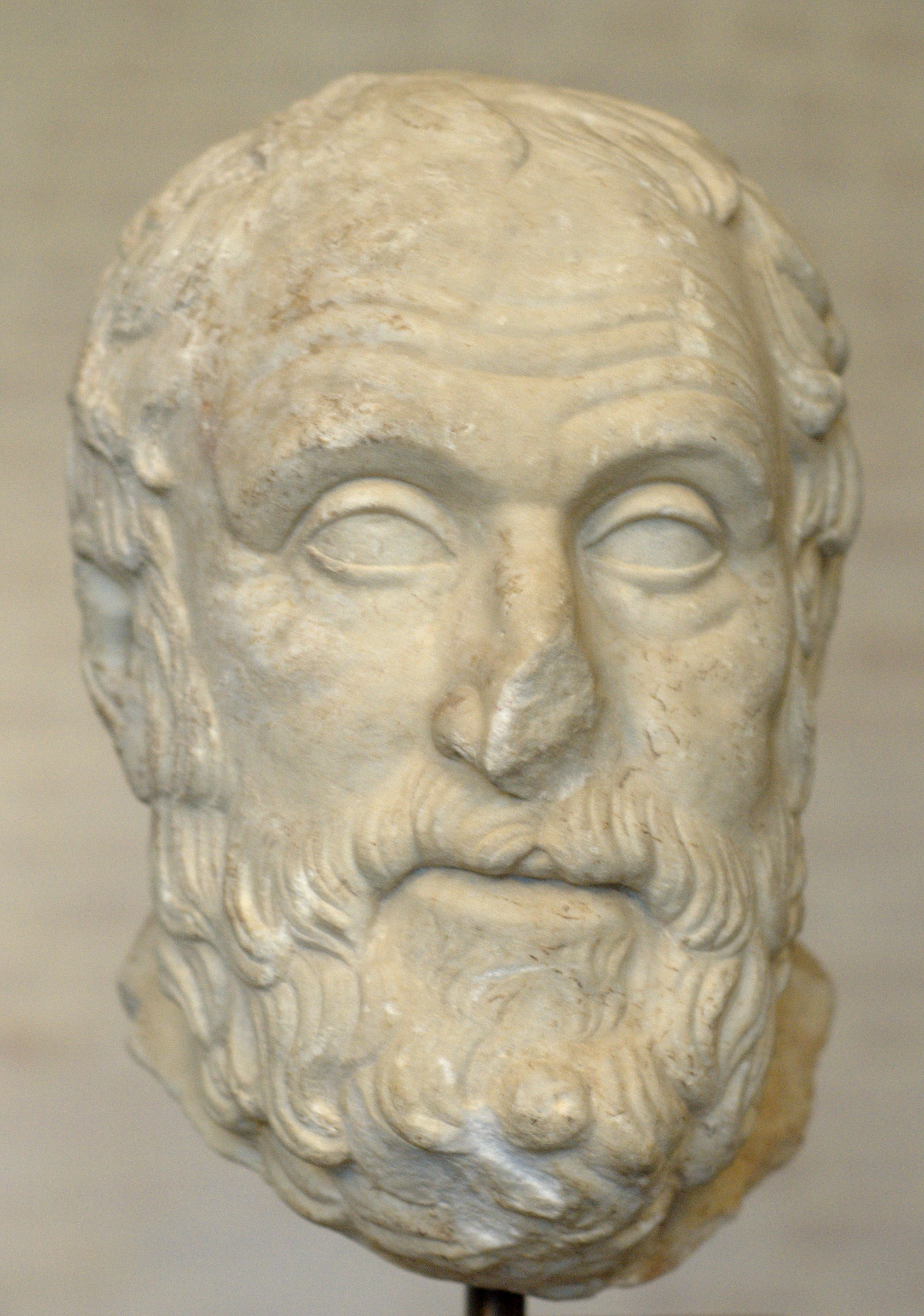
Carneades, Romeinse kopie van een Grieks origineel uit de late 2e eeuw voor Christus Glyptothek, München

Carneades van Cyrene (Oudgrieks: Καρνεάδης, gelatiniseerd Carneades) (Cyrene, ca. 214/213 v.Chr - Athene, 129/128 v.Chr.) was een beroemde Griekse filosoof in de tijd van het Hellenisme. Om hem te onderscheiden van zijn gelijknamige student wordt hij ook wel Carneades de Oudere genoemd. Hij woonde in Athene en was daar het hoofd (de scholarch) van de Academie van Plato. Zijn leerlingen waren talrijk, en hoewel hij zijn gedachten niet op papier zette, bepaalde zijn buitengewone autoriteit het discours van de academie totdat deze academie in de 1e eeuw voor Christus ten onder ging. 
- Bibsys: 95000462
- Biblioteca Nacional de España: XX1216921
- Bibliothèque nationale de France: cb12862286n (data)
- Gemeinsame Normdatei: 118560263
- International Standard Name Identifier: 0000 0003 6981 4339
- Library of Congress Control Number: no97052157
- Nationale Bibliotheek van Israël: 987007259573205171
- Nationale Bibliotheek van Polen: a0000002773428
- Nederlandse Thesaurus van Auteursnamen: 069732795
- Réseau des bibliothèques de Suisse occidentale: 02-A010060500
- Système universitaire de documentation: 129093610
- Virtual International Authority File: 61151889